# Liste des parcs nationaux de Roumanie

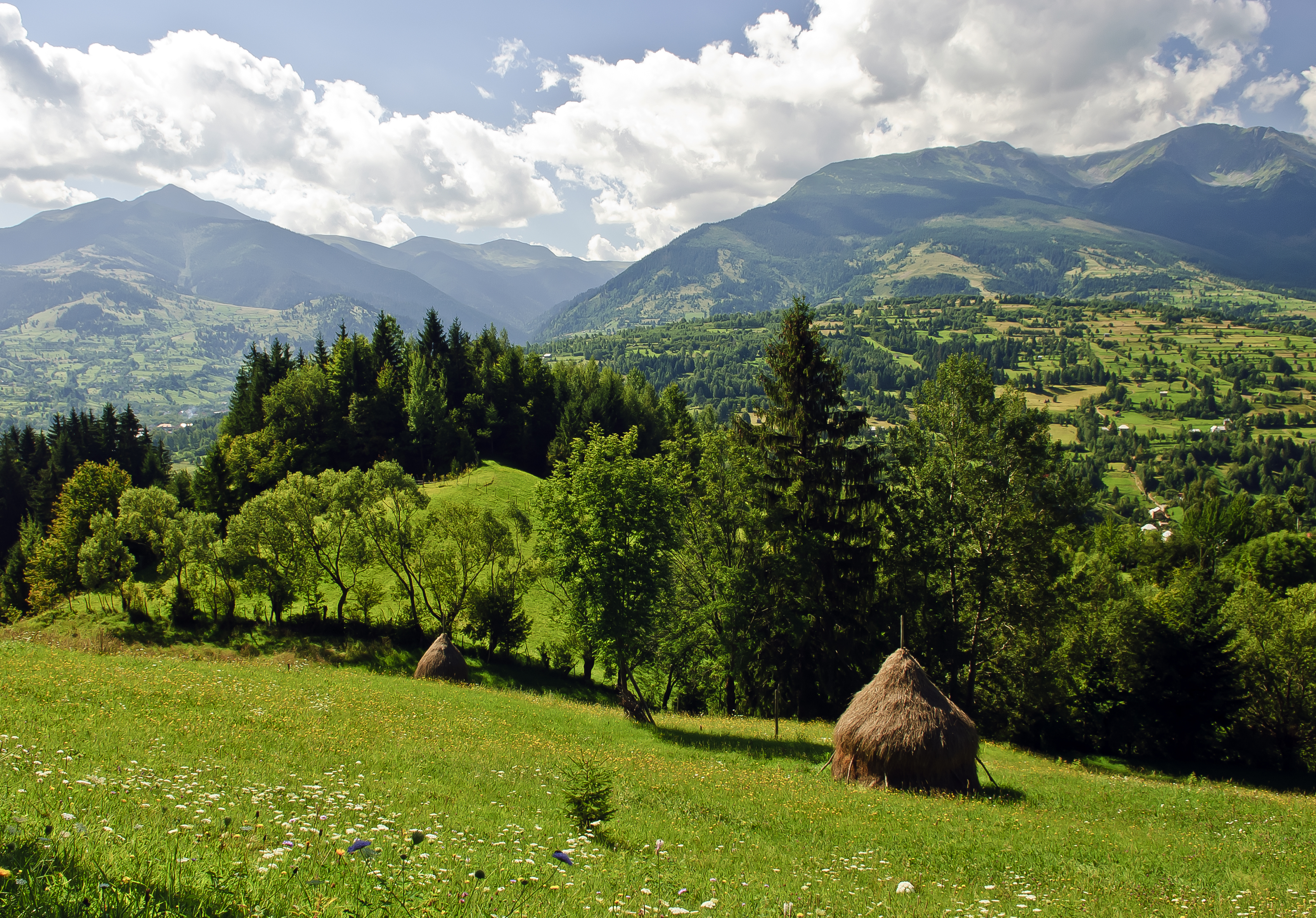
Parc national Rodna

Les parcs nationaux en Roumanie sont des zones naturelles régies par la Loi numéro 5 du 6 mars 2000 (publiée dans le Monitorul Oficial numéro 152 du 12 avril 2000) et la Décision du Gouvernement numéro 2151 du 30 novembre 2004 (publiée dans le Monitorul Oficial numéro 38 du 12 janvier 2005).

## Parcs nationaux
- Parc appartenant au patrimoine mondial de l'UNESCO

| Nom                                    | Județ                                            | Superficie | Date de création | Photo | Région historique     |
| -------------------------------------- | ------------------------------------------------ | ---------- | ---------------- | ----- | --------------------- |
| Parc national Buila-Vânturariţa        | Vâlcea                                           | 4 186 ha   | 2005             |       | Valachie              |
| Parc national Călimani                 | Bistrița-Năsăud Harghita / Hargita Mureș Suceava | 24 041 ha  | 2000             |       | Transylvanie          |
| Parc national Ceahlău                  | Neamț                                            | 8 396 ha   | 1936             |       | Moldavie              |
| Parc national Cheile Bicazului-Hăşmaş  | Harghita / Hargita Neamț                         | 6 575 ha   | 1990             |       | Pays sicule           |
| Parc national Cheile Nerei-Beuşniţa    | Caraș-Severin                                    | 35 758 ha  | 1990             |       | Banat                 |
| Parc national Cozia                    | Vâlcea                                           | 17 100 ha  | 1966             |       | Valachie              |
| Delta du Danube                        | Constanța Tulcea                                 | 580 000 ha | 1991             |       | Dobrogée              |
| Parc national Domogled-Valea Cernei    | Caraș-Severin Gorj Mehedinți                     | 61 211 ha  | 1982             |       | Transylvanie Valachie |
| Parc national Defileul Jiului          | Gorj Hunedoara                                   | 11 127 ha  | 2005             |       | Transylvanie Valachie |
| Parc national Munţii Măcinului         | Tulcea                                           | 11 321 ha  | 2000             |       | Dobrogée              |
| Parc national Piatra Craiului          | Argeș Brașov                                     | 14 733 ha  | 1938             |       | Valachie Transylvanie |
| Parc national Rodna                    | Bistrița-Năsăud Maramureș Suceava                | 46 599 ha  | 1990             |       | Transylvanie Moldavie |
| Parc national Retezat                  | Hunedoara                                        | 38 047 ha  | 1935             |       | Transylvanie          |
| Parc national Semenic-Cheile Caraşului | Caraș-Severin                                    | 36 664 ha  | 2000             |       | Banat                 |